# معركة الجسور
معركة الجسور هي معركة وقعت في 2 أغسطس/آب 1990 خلال الغزو العراقي للكويت بين القوات العراقية وبين قطاعات من الجيش الكويتي بالقرب من مدينة الجهراء، وكانت القوات العراقية قد شرعت في عبور الحدود الكويتية على عدة محاور كان أهمها الطريق الدولي رقم 80 باتجاه العاصمة الكويتية، فقامت قيادة الأركان العامة للجيش الكويتي بتكليف اللواء المدرع 35 بقطع الطريق على القوات العراقية المهاجمة والتي تألفت من فرقة حمورابي المدرعة (حرس جمهوري) وبالرغم من أن اللواء الخامس والثلاثون المدرع لم يتمكن من تعبئة كامل قواته إلا أنه بالقوة المتوفرة بادر في اتخاذ أوضاع دفاعية غرب مدينة الجهراء واشتبك مع أرتال الجيش العراقي المتقدمة على الطريق الدائري السادس وخلال الاشتباك عززت القوات العراقية بقوات من فرقة المدينة المدرعة (حرس جمهوري) وهاجمت الجبهة الخلفية للواء الكويتي 35 وبسبب نقص الذخيرة وتزايد أعداد القوات العراقية وتطويقها لمواقع اللواء واقتراب حلول الظلام قررت قيادة اللواء الانسحاب إلى الأراضي السعودية.

## الخلفية التاريخية
بدأت القوات العراقية اجتياحها للكويت في الساعة 2 صباحا من ليلة 2 أغسطس 1990  وذلك باجتيازها خط الحدود الشمالية بين البلدين وتقدمها باتجاه مدينة الكويت وكان الجيش الكويتي قد تأخر في إعلان حالة الاستنفار لأن القيادة السياسية الكويتية قبل بدء الاجتياح العسكري العراقي لم ترى سببا يستدعي التصعيد العسكري مع العراق في ذلك الوقت كان اللواء المدرع 35 متمركزا في غرب الكويت في «حالة سلم» وفي مثل هذه الحالة لا يسمح للوحدات العسكرية بتسلم السلاح وتوزيع الذخيرة وتعبئة الآليات إلا أنه في الساعة الساعة العاشرة من ذات الليلة ومع تصاعد حجم الحشود العراقية على الحدود قام مركز عمليات القوة البرية الكويتية بإبلاغ قيادة اللواء برفع الاستعدادات إلى الحالة القصوى للدخول بعمليات عسكرية للدفاع عن البلاد  وبحلول الساعة الثانية صباحا كلّف اللواء 35 بالتقدم شمالا للتصدي للقوات العراقية التي اجتاحت الحدود الشمالية وأبلغ اللواء أنه سيتم تحريك اللواء المشاة الآلي السادس معه. 
وأمام تسارع الأحداث ألغي الأمر الصادر لللواء 35 بالتحرك شمالا وكلِف بتطويق قوة عسكرية تمكنت من دخول مدينة الجهراء وتمركزت في مدرسة المقداد. واصل اللواء 35 استعداداته إلّا أنه قد تبيّن لقائد اللواء/ العقيد سالم السرور أن التعبئة لن تكتمل إلا بحلول الساعة السادسة صباح فاتخذ قراره بالتحرك بالقطاعات التي أكملت تعبئتها فتحركت إثر ذلك قيادة اللواء 35 بصحبة فصيلة صواريخ تاو مضادة للدروع في الساعة 4:30 لتطويق القوة العراقية في مدرسة المقداد على أن تلتحق به باقي وحدات اللواء حالما تجهز .

## تشكيل القوات

### القوات الكويتية
كانت القوات الكويتية تتمثل باللواء المدرع 35 والذي يتألف من كتيبتي دبابات تشفتين وكتيبة مشاة آلية وكتيبة مدفعية إضافة إلى الوحدات الملحقة باللواء وتشمل سرية صواريخ تاو مضادة للدروع وسرية هندسة ميدان. ولم يتمكن اللواء 34 من حشد كامل قواته بسبب عدم تواجدها في المعسكر الذي يقع في غرب الكويت حيث كانت ثلثي القوات التي يتألف منهم اللواء قد كلّفت بحماية جزيرة فيلكا ووربة وبوبيان وإذاعة كبد ومراكز البترول في الروضتين وأم العيش ومعسكرات هيئة الأمداد والتموين للذخيرة إضافة إلى الإجازات السنوية، فمن بين 3,500 جندي هي قوة الإجمالية للواء يتجاوز عدد الأفراد في اللواء عن 850 فرد.
الوحدات المدرعة في اللواء تتألف من كتيبة الدبابات السابعة وكتيبة الدبابات الثامنة وتضم كل كتيبة 3 سرايا دبابات وخلال المعركة تمكنت الكتيبتين من تجهيز 37 دبابة على النحو التالي:-
- كتيبة الدبابات السابعة:  3 سرايا في السرية الأولى 9 دبابات والثانية 10 دبابات والثالثة على 7 دبابات إضافة إلى دبابة قائد الكتيبة.[10]
- كتيبة الدبابات الثامنة: سرية دبابات واحدة تتألف من 10 دبابات.

أما كتيبة المشاة 57 فعبئت سرية واحدة من 5 مركبات بي إم بي-2 وعدد من مركبات إم 113. حيث تم تكليف سريتا مشاة من سرايا الكتيبة بواجبات في جزيرتي وروبة وفيلكا، في حين جهزت كتيبة المدفعية سبعة مدافع M109A2 عيار 155 ملم.

### القوات العراقية
تشكلت القوات العراقية من فرقة حمورابي المدرعة بقيادة العميد الركن قيس الأعظمي
 القادمة من محور العبدلي - الجهراء يتقدمها اللواء 17 مدرع بقيادة العقيد رعد مجيد الحمداني وتتشكل فرقة حمورابي المدرعة من 3 ألوية هم لواءين مدرعين ولواء آلي إضافة إلى 3 كتائب مدفعية وباقي وحدات الإسناد، والتسليح الأساسي لفرق الحرس الجمهوري هي دبابات تي-72 وعربات بي إم بي-1.
خلال الاشتباك مع اللواء 35 مدرع كويتي عززت القوات العراقية بلواء مشاة آلي من فرقة المدينة التي اخترقت الحدود الغربية.

## خط سير القوات العراقية
تقدم أرتال القوات العراقية على الخط السريع رقم 80 والذي يمتد من منفذ العبدلي الحدودي مع العراق حتى مدينة الكويت ويزيد طوله عن 100 كم. ولم تواجه القوات العراقية خلال سيرها أي مقاومة عسكرية حتى وصولها إلى مشارف مدينة الجهراء وانعطافها إلى الطريق الدائري السادس حيث اصطدمت باللواء المدرع 35.

## خط سير القوات الكويتية
في ساعات الصباح الأولى من يوم الخميس 2 أغسطس/آب صدرت الأوامر لقيادة اللواء بتطويق قوة عسكرية تمكنت من دخول مدينة الجهراء وتمركزت في مدرسة المقداد. فتحركت إثر ذلك قيادة اللواء 35 بصحبة فصيلة صواريخ تاو مضادة للدروع في الساعة 4:30 لتطويق القوة العراقية في مدرسة المقداد على أن تلتحق باقي وحدات اللواء حالما تجهز.
خلال توجه اللواء إلى مدينة الجهراء ألغيت المهمة السابقة وكلّف اللواء بمهمة قطع طريق المطلاع على القوات العراقية المتقدمة على خط العبدلي - المطلاع وحين وصلت قوات اللواء إلى تقاطع طريق الدائري السادس مع طريق الجهراء - السالمي كانت أرتال القوات العراقية قد اجتازت مضيق المطلاع وتسير عبر الدائري السادس.

## المعركة

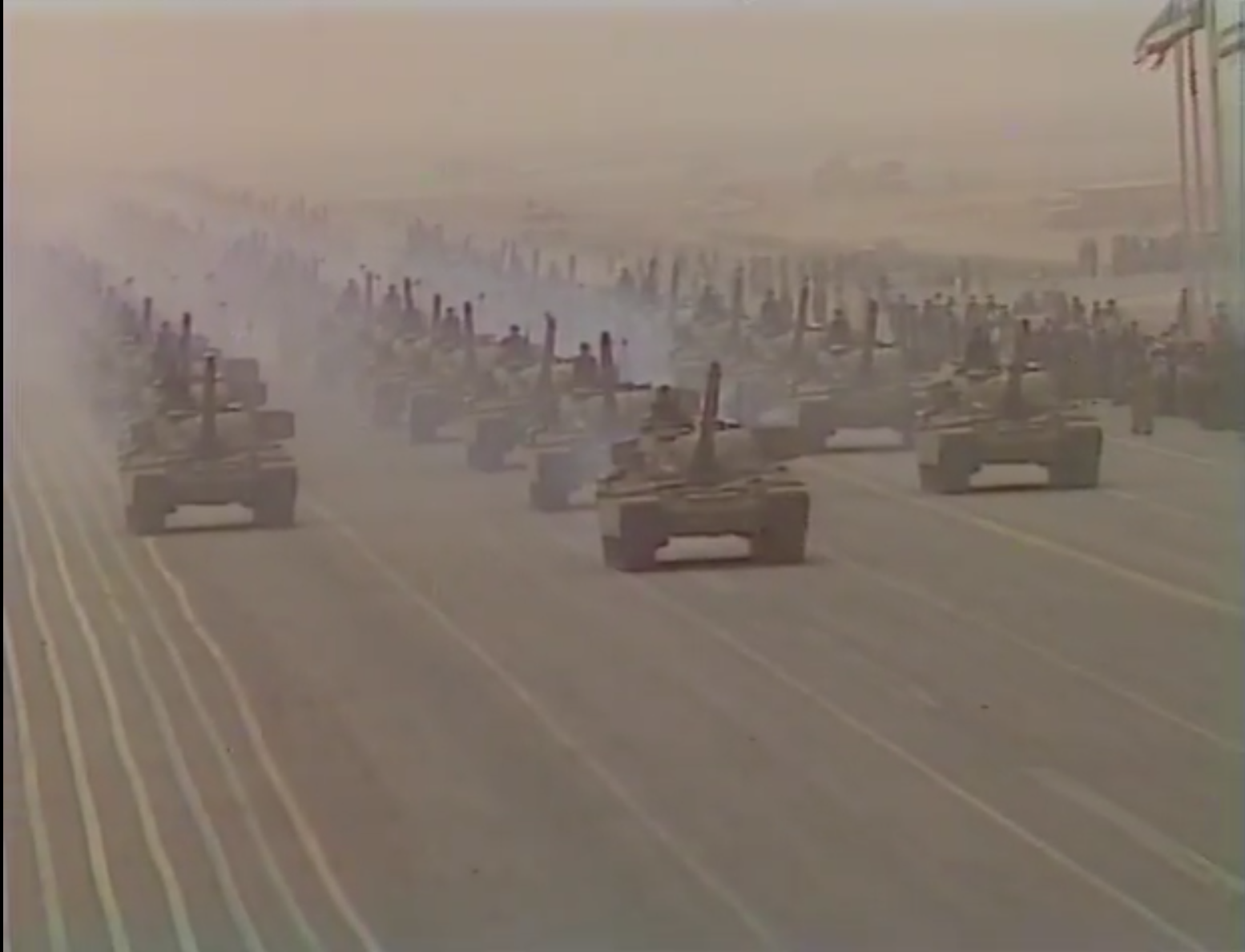
ارتال لدبابات التشيفتن الكويتية خلال عرض عسكري عام 1981

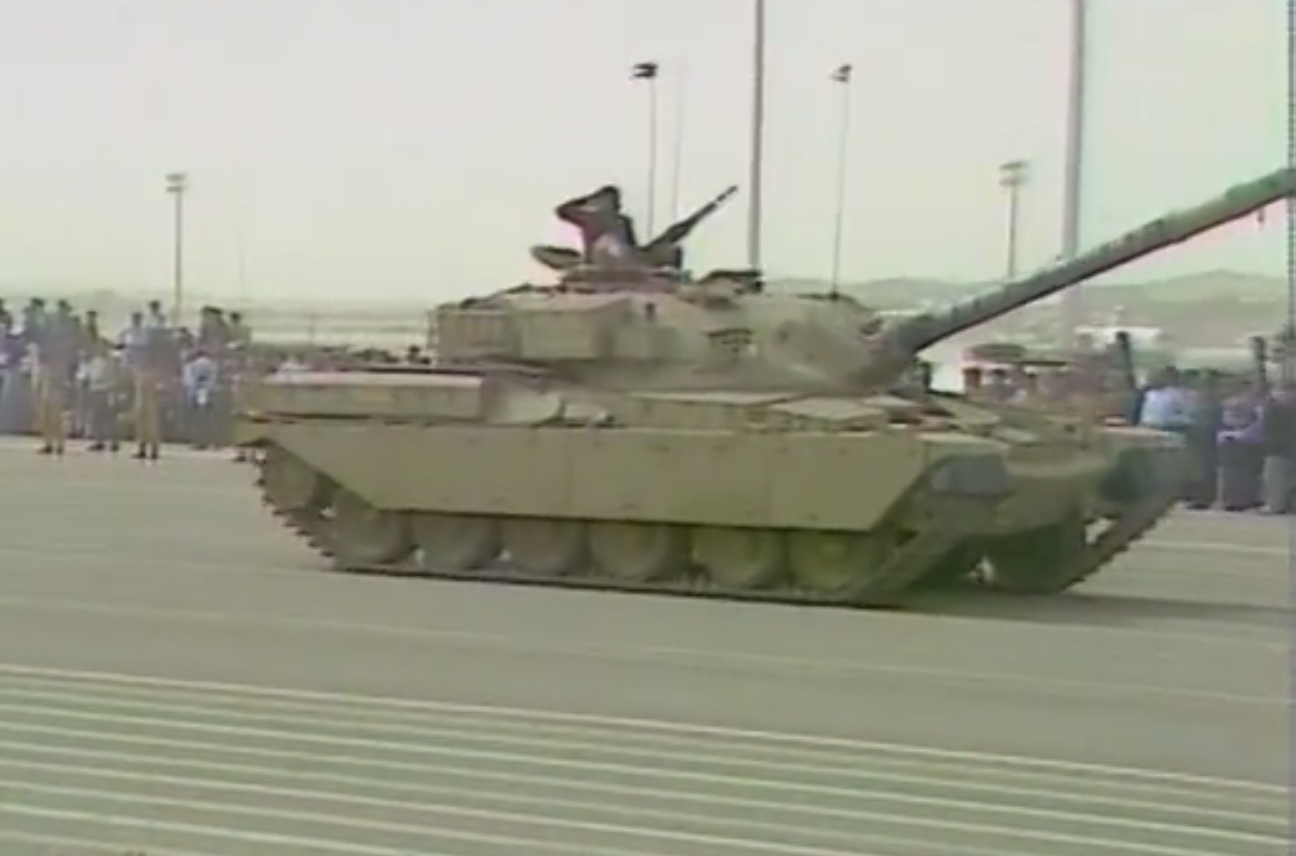
دبابة تشيفتن كويتية

حينما وصلت قيادة اللواء المدرع 35 إلى مفرق طريق السالمي - الجهراء رصدت حركة الأرتال العراقية على الدائري السادس والتي كانت تسير باتجهاه مدينة الكويت، سارع آمر اللواء بالاتصال على مركز عمليات اللواء طلباً للإمداد، فالتقطت قيادة الكتيبة السابعة الإشارة وانضمت إلى قيادة اللواء.
اتخذ اللواء موقعه في الجهة الجنوبية من مقبرة الجهراء وصدرت الأوامر من قيادة اللواء بفتح نيران الدبابات على الأرتال العراقية المتقدمة على الدائري السادس وأطلقت أول طلقة في الساعة 6:45. وكانت القوات العراقية تسير على الطريق المكوّن من 4 خانات بأربعة أرتال متراصة وحين بدأت تنفجر مدرعات بي إم بي-1 تسبب ذلك في اندلاع الفوضى في سير الرتل العراقي، والطريق الدائري السادس هو من الطريق الرئيسية في الكويت وقد حددت جوانبه بحواجز خرسانية بطول 80 سم وهو ما منع الأرتال العراقية العراقية من الالتفاف، فيما سدت الدبابات المدمرة مقدمة الرتل أما الانسحاب للخلف فكان متعذرا بسبب طول الرتل البالغ أكثر من 10 كيلومترات.
ويذكر العقيد سالم مسعود آمر اللواء 35 بداية إطلاق النار:
| معركة الجسور | صدرت الأوامر من آمر اللواء بفتح النار على العدو والاشتباك معه، وأبلغت القيادة بذلك وكان ذلك الساعة 6:45 من صباح يوم الخميس 2 أغسطس 1990، وقد فوجئ العدو بالرماية عليه في الوقت الذي لم يكن يتوقع أية مقاومة وبدأت قواته تتخبط وتتصادم وهي تحاول تجنب نيران قواتنا التي انهالت عليه بشكل مكثف وتحاول أيضا تحديد مصادر نيراننا، وقد تسبب تركيز العدو على الإسراع بالتقدم إلى عمق الأراضي الكويتية في جعل أرتاله أهدافا سهلة أمام نيران قواتنا. | معركة الجسور |

فيما يذكر آمر اللواء 17 العقيد رعد مجيد الحمداني من حرس جمهوري من فرقة حموراي المدرعة:
| معركة الجسور | كانت الساعة تشير إلى 6:40 وقد أكملنا اجتياز مضيق المطلاع، فباشرنا التقدم على الطريق الدائري السادس، وماهي إلا دقائق حتى اصطدمنا بمقاومة شديدة في مفرق السالمي-واحة الغانم، وكان يقودها جحفل معركة كويتي من اللواء 35 المدرع، فأشرنا لهم تجنبا للقتال إلا أن دباباتهم استمرت بالرمي غير الدقيق بشكل يدل على عدم كفائتهم أو شدة ارتباكهم، وحسب سياق العمل تمت إزاحة المقاومة بسرعة فتراجعت معظم القوة نحو الغرب على طريق السالمي وظننت أنهم سيقعون بأسر فرقة المدينة المنورة حرس جمهوري أو فرقة توكلنا على الله حرس جمهوري المتقدمة في ذلك الاتجاه. | معركة الجسور |

في ذلك الوقت كانت الدبابات الكويتية تبعد حوالي 2,000 متر عن الرتل العراقي الذي لم تطلق منه طلقة واحدة بل إن أطقم الدبابات والمدرعات قد هربوا بعيدا عن الطريق تاركين دباباتهم ومدرعاتهم محترقة لتغلق الطريق على باقي الرتل الذي توقف دون حركة.
ما أن اكتشف آمر الكتائب الكويتية شلل القيادة العراقية حتى أمروا قواتهم بالتقدم حتى مسافة 800 متر من الرتل والإجهاز على الرتل المتوقف دون حراك، خلال ذلك الوقت شنت طائرات سلاح الجو الكويتي غارات مؤثرة على نقطة الاختناق في المطلاع لتسبب الفوضى في صفوف القوات العراقية.
وصلت إلى اللواء قيادة كتيبة الدبابات الثامنة واحتلت الجانب الأيمن من أرض المعركة.
قامت باقي وحدات اللواء المدرع 35 تباعاً بالالتحاق بقيادة اللواء فيما أنهت كتيبة المدفعية من تعبئتها وقصفت مواقع الإحداثيات التي زودت بها في الساعة 8:30.
في ذلك الوقت حاولت القوات العراقية تحديد مصدر النيران وتطويق قطاعات اللواء 35 مدرع من عدة جهات، في الساعة 13:30 مساءً تقدمت قوة تقدر بلواء من فرقة المدينة من خلف قوات اللواء 35 واشتبكت مع قوات اللواء حتى الساعة 13:50.
بسبب عدم توافر الذخيرة وتزايد أعداد القوات العراقية وتطويقها لموقع اللواء وعدم وجود الإسناد القتالي والإداري واقتراب حلول الظلام وانقطاع الإتصال بالقيادة إتخذ آمر اللواء قراراً بالانسحاب إلى الأراضي السعودية التي وصلها اللواء في الساعة 4:30 من يوم الخميس في مركز الجبو الحدودي حتى انتهت ترتيبات الموافقة على الدخول في الساعة 2:00 ظهراً من يوم الجمعة 3 أغسطس/آب.

## الخسائر
- خسائر العراق:

لم تقع خسائر بشرية (حسب ادعاء العراق)
تم تدمير 30 دبابة (حسب ادعاء الكويت)
وتم تدمير مدفع ذاتي الحركة
- خسائر الكويت:

تم تدمير أو أسر جميع عناصر اللواء 35 الكويتي